# آرثر مالر
آرثر مالر (بالتشيكية: Arthur Mahler)‏ (و. 1871 – 1944 م) هو عالم إنسان، ومؤرخ الفن، وعالم آثار، وتربوي، وكاتب، وصحفي، وملحن، وسياسي من التشيك، والنمسا، ولد في براغ، توفي في فيينا، عن عمر يناهز 73 عاماً.

## مناصب
تولى منصب عضو مجلس النواب ‏
.

## التعليم
تعلم في جامعة كارلوفا
.